# خليل العبويني
خليل إبراهيم محمود العبويني (26 نوفمبر 1936 - 13 سبتمبر 2017) شاعر أردني. ولد في كفر سوم بالقرب من إربد. حصل على شهادة البكالوريوس في اللغة العربية وآدابها من جامعة دمشق سنة 1967. عمل مدرّساً في الأردن وليبيا والإمارات العربية المتحدة ثم تفرّغ للكتابة الشعرية وكان عضوًا في رابطة الكتاب الأردنيين. توفي في مسقط رأسه. له دواوين شعرية ومقالات. 

## سيرته
ولد خليل إبراهيم محمود العبويني يوم 26 نوفمبر 1936/ 13 رمضان 1355 في كفر سوم في إربد، حصل على شهادة المترك سنة 1957، ثم حصل على شهادة البكالوريوس في اللغة العربية وآدابها من جامعة دمشق سنة 1967.

عمل معلماً في مدارس وزارة التربية والتعليم الأردنية من 21 أكتوبر 1957 إلى 30 أغسطس 1986 . وللفترة من 6 أكتوبر 1971 إلى 23 أغسطس 1975، كما عمل مدرساً في وزارة التربية والتعليم الليبية للفترة من 26 سبتمبر 1968 إلى 30 أغسطس 1981، ومدرساً في مدارس وزارة التربية والتعليم في دولة الإمارات العربية المدعوة للفترة من 1 أكتوبر 1975 إلى 4 سبتمبر 1994 ومنذ ذلك التاريخ تفرغ للكتابة والشعر وأصبح عضوًا في رابطة الكتاب الأردنيين واتحاد الكتاب العرب ثم عضو الاتحاد العام لكتاب آسيا وأفريقيا وأميركا اللاتينية وأحيت أمسيات شعرية في مقر الرابطة بعمان وفرعها في إربد.

توفي يوم 13 سبتمبر 2017 / 22 ذو الحجة 1438 في مسقط رأسه ودفن بها.

## مؤلفاته
من مجموعاته الشعرية:
- البحث عن الزنبقة البرية، 1979
- تراتيل إلى الشيخ بان، 1990
- أزهار الحياة، 1992

وله في النقد:
- نافذة إلى رؤية نقدية، 1982

## وصلات خارجية
- في موقع أرشيف المجلات